# Nászfrász
A Nászfrász (eredeti cím: License to Wed) 2007-ben bemutatott amerikai romantikus filmvígjáték, melyet Ken Kwapis rendezett. A főbb szerepekben Robin Williams, Mandy Moore, John Krasinski, Christine Taylor, Eric Christian Olsen és Josh Flitter látható. 
Az Amerikai Egyesült Államokban 2007. július 3-án mutatták be a Warner Bros. Pictures forgalmazásában. Bár bevételi szempontból jól teljesített, többnyire negatív kritikákat kapott.

## Rövid történet
Frank tiszteletes a katonai kiképzésre emlékeztető, extrém próbatételektől sem riad vissza, hogy megbizonyosodjon arról: a nála házasodni kívánó párok valóban komolyan is gondolják a nászt.

## Szereplők
| Színész              | Szerep                        | Magyar hang       |
| -------------------- | ----------------------------- | ----------------- |
| Robin Williams       | Frank tiszteletes             | Szombathy Gyula   |
| Mandy Moore          | Sadie Jones                   | Peller Mariann    |
| John Krasinski       | Ben Murphy                    | Polgár Péter      |
| Eric Christian Olsen | Carlisle                      | Hujber Ferenc     |
| Christine Taylor     | Lindsey Jones                 | Németh Kriszta    |
| Josh Flitter         | kóristafiú                    | Timon Barna       |
| Peter Strauss        | Mr. Jones                     | Haás Vander Péter |
| Grace Zabriskie      | Jones nagymama                | Illyés Mari       |
| Roxanne Hart         | Mrs. Jones                    | Szórádi Erika     |
| Mindy Kaling         | Shelly                        | Szegedi Anita     |
| Angela Kinsey        | Judith, ékszerbolti eladólány | Holló Orsolya     |
| Rachael Harris       | Janine                        | Szabó Gertrúd     |
| Brian Baumgartner    | Jim                           | Albert Péter      |
| Jess Rosenthal       | ékszerbolti eladólány         |                   |
| Val Almendarez       | ékszerbolti vásárló           | Csuha Lajos       |
| Wanda Sykes          | Borman nővér                  |                   |